# Armin D. Lehmann
Armin Dieter Lehmann (* 23. Mai 1928 in Waldtrudering bei München; † 10. Oktober 2008 in Coos Bay, Oregon, USA) war in seiner Jugend Angehöriger der Hitlerjugend und später Friedensaktivist. Bekannt wurde er als "Hitlers letzter Kurier", da er bis zum Suizid Adolf Hitlers am 30. April 1945 Kurier und Melder im Berliner Führerbunker war.

## Kindheit und Schulzeit
Lehmann wurde als ältestes von sieben Kindern 1928 in Waldtrudering, heute ein Stadtteil von München, geboren. Seine Eltern waren der Automobilverkäufer und Fahrlehrer Fritz Armin Lehmann (1904–1979) und Susanne Toni Lemcke (1906–1988). Beide standen der Wandervogelbewegung nahe und waren aus der Kirche ausgetreten. Lehmanns Kindheit war durch häufige Umzüge geprägt. Volksschulen besuchte er in Niesky, Krauschwitz und Hoyerswerda. Sein Vater, der als selbständiger Mercedes-Benz-Vertreter gescheitert war, trat in den SS-Sicherheitsdienst ein, wo er bald Karriere machte. Lehmanns Großvater gehörte zu den Nazis der ersten Stunde und wurde Ortsgruppenleiter in Seefeld-Oberalting. Eine Aufnahme des Neunjährigen, der bereits erste Gedichte schrieb, in eine Nationalpolitische Erziehungsanstalt scheiterte. Das Verhältnis von Vater und Sohn war fortan gestört.
1937 wurde der Vater als "Wachhund" zum Reichssender Breslau versetzt, dort stieg er bis zum kommissarischen Sendeleiter auf. 1943 ging er als Kriegsberichterstatter freiwillig an die Front. Armin besuchte das Elisabet-Gymnasium in Breslau.

## Hitlerjunge und Lagerleiter
Im Alter von zehn Jahren, am 20. April 1938 (Führergeburtstag), trat Lehmann in das Deutsche Jungvolk ein, wo er bis 1940 alle Anforderungen für das Leistungsabzeichen erfüllte und ihm die Prinzipien des Nationalsozialismus indoktriniert wurden. Wegen häufiger gesundheitlicher Probleme musste er zunächst keinen vormilitärischen Dienst ableisten, die andere aus seiner Altersstufe zu Luftwaffenhelfern an der Flakbatterie befähigte. Stattdessen nahm er die Ausbildung zum KLV-Lagermannschaftsführer in Podiebrad, östlich von Prag im Protektorat Böhmen und Mähren, auf. Hier genoss er die Zeit und schrieb auch weiterhin Gedichte. Ohne sein Wissen schickte der Schulleiter eine Auswahl seiner Werke zum Reichsjugendführer Baldur von Schirach, der ihn daraufhin in einem persönlichen Schreiben lobte und ermunterte, fortzufahren. Nach seinem Einsatz als Instrukteur an der KLV-Schule, übernahm Lehmann im Herbst 1944 kurzzeitig einen Posten als Lagerleiter im Schloss Ullersdorf in der Nähe seiner alten Schulstadt Niesky.

## Fronteinsatz und Verwundung
Im Januar 1945 erhielt Lehmann eine dreiwöchige vormilitärische Ausbildung bei der Waffen-SS-Gebirgsdivision Nord. Die Schießausbildung im WE-Lager beschränkte sich auf Kleinkaliber. Im Anschluss fuhr er eigenmächtig nach Breslau, um seiner Familie während des russischen Vormarsches beistehen zu können. Doch seine Mutter und Geschwister befanden sich bereits in Hoyerswerda.
Lehmann meldete sich bei der KLV-Dienststelle der HJ-Gebietsführung. Dort wurde er in die Kampfgruppe Gutschke aufgenommen. Diese sogenannte „Elite-Einheit“ bestand aus drei kriegsversehrten Veteranen, einigen Lehrern, sowie sechzehnjährigen Schülern mit WE- und KLV-Lager-Ausbildung. Als Teil des Festungsregiments Breslau sollten sie die Rote Armee aufhalten. Am 30. Januar wurde die Kampfgruppe in ein Gefecht mit russischen Vortrupps verwickelt und konnte diese zurückschlagen. Der am Oberschenkel verletzte Lehmann barg dabei fünf verwundete Kameraden vom Gefechtsfeld.
Zur Genesung wurde er nach Hof an der Saale verlegt. Dort wurden ihm das Schwarze Verwundetenabzeichen und das Eiserne Kreuz verliehen. Ostern 1945 war er wieder bei der Kampfgruppe Gutschke. Diese sollte jetzt in die Festung Frankfurt (Oder) verlegt werden.
Vorher wurden noch alle HJ-Mitglieder durch Führerbefehl in die Waffen-SS überführt. In Fürstenwalde an der Spree wurde die Truppe politisch geschult und auf den Endkampf eingeschworen. Am 16. April traf dort Reichsjugendführer Axmann ein und wählte für eine Vorstellung jüngster, kampferprobter Soldaten an Hitlers Geburtstag auch Lehmann aus. Dieser musste seine Uniform wieder mit der Kluft der HJ vertauschen.

## Hitlers letzter Kurier
Am 20. April 1945 begegnete der sechzehnjährige Lehmann Hitler in Begleitung seiner engsten Vertrauten. Darunter waren Joseph Goebbels, Heinrich Himmler, Wilhelm Keitel, Alfred Jodl und Martin Bormann. Das Treffen fand im Garten der Neuen Reichskanzlei in Berlin statt. Lehmann beschrieb seine Begegnung mit dem Führer wie folgt:
„Obwohl wir den Kopf nicht bewegen durften, schaute ich so weit nach rechts wie möglich und musterte den unfehlbaren, von der Vorsehung auserkorenen Führer unserer Nation an seinem 56. Geburtstag. Er wirkte viel älter. (…) Nun saß sein Kopf tiefer zwischen den Schultern, als wäre er geschrumpft. Seine Schritte kamen mir unsicher vor, und sein ganzer Körper schien zu zittern. Mit seiner stark bebenden linken Hand hielt er seinen Rockschoß fest, um sie unter Kontrolle zu bringen. (…) Aus der Nähe sah Hitler noch älter aus als meine beiden Großväter, die über 70 waren. (…) Hitler trat auf mich zu, (…). Der Führer packte meinen linken Oberarm mit der rechten Hand und hielt ihn ein oder zwei Sekunden lang fest. (…) Ich zitterte, und Hitlers ganzer Körper schüttelte sich unwillkürlich. Er ließ meinen Arm los, um meine ausgestreckte Rechte mit beiden Händen zu umschließen. Er stand nur 30 oder 40 Zentimeter von mir. Seine kalten Augen waren feucht, eine Folge der eingenommenen Medikamente, und glänzten. Dunkle Tränensäcke unter den Augen ließen sein runzliges, aschfahles Gesicht noch greisenhafter wirken.“
Anschließend wurde Lehmann Melder der Kampfgruppe Axmann in Berlin, seine Befehle erhielt er von Axmann persönlich. Wiederholt geriet er mit seinem Fahrer zwischen die Fronten und wurde auch verwundet. Bei einem Einsatz zerstörte er mit einer Panzerfaust einen sowjetischen T-34. Er erhielt daraufhin das Eiserne Kreuz I. Klasse, das Verwundetenabzeichen in Silber sowie einen Panzervernichtungsstreifen.
Nachdem es für das Motorrad an Benzin fehlte, beschränkte sich der letzte Meldeweg auf die Überquerung der Wilhelmstraße. Im Laufe der letzten Apriltage verlor die Reichsjugendführung fast alle ihre Melder durch feindlichen Beschuss, darunter viele zehn- bis sechzehnjährige Jungen. Nur Armin Lehmann blieb übrig, der Nachrichten zwischen Funkstelle, Gefechtsstand und Führerbunker zu übermitteln hatte.
Lehmann übergab ein Telegramm persönlich an Propagandaminister Goebbels, nahm Nachrichten von Bormann entgegen und traf Eva Braun, Magda Goebbels, Hanna Reitsch, Robert Ritter von Greim, Otto Günsche und Wilhelm Mohnke im Führerbunker. Dort erlebte er den Untergang des NS-Regimes mit. Axmann bestärkte ihn jedoch im festen Glauben an den Endsieg in Erwartung kommender "Wunderwaffen". Die Nachricht vom Suizid Adolf und Eva Hitlers, erhielt er durch Axmann. Eine SS-Wache zeigte ihm einen Granattrichter als mutmaßliches Grab der beiden.
In der Nacht vom 1. auf den 2. Mai 1945 wurde der Aufbruch aus dem Regierungsviertel befohlen. Auf der Friedrichstraße wurde er von Granatsplittern an der Wirbelsäule getroffen und verschüttet. Zeitweise gelähmt, entging er dem Transport in sowjetische Gefangenenlager. Er konnte sich später in die amerikanische Besatzungszone absetzen. Bei den Vernehmungen beantwortete er alle Fragen ohne weitere Ausführungen. Vor der Spruchkammer musste der minderjährige Lehmann nicht erscheinen.

## Vereinigte Staaten
Nach dem Krieg besuchte Lehmann zunächst die Deutsche Journalistenschule in München und arbeitete als freier Journalist für diverse Zeitungen in Süddeutschland. Im Jahre 1953 emigrierte er in die Vereinigten Staaten. Von 1955 bis 1957 unterrichtete Lehmann am amerikanischen Streitkräfte-Institut (USAFI) und diente auch als Transport-Koordinator an der Luftwaffenbasis Tachikawa in Japan. Über mehr als 40 Jahre arbeitete Lehmann als Tour-Direktor, Berater und Veranstalter in der Reise- und Tourismusbranche. Er hielt umfassende Vorlesungen als Mitprofessor für Reisen und Tourismus an der Airline & Travel Academy der amerikanischen Fluggesellschaft Trans World Airlines und an der Pacific States University in Los Angeles, Kalifornien. Über das Thema Reise und Tourismus verfasste er auch mehrere Bücher und schrieb über 200 Artikel für Zeitschriften der Reisebranche. 1969 wurde er mit dem Preis Community Leader of America Award geehrt. Von 1977 bis 1981 war er Vizepräsident im Bereich Bildung und Ausbildung der Association of Retail Travel Agents (ARTA). 1993 ging der Reiseberater und Besitzer eines Reisebüros Armin Lehmann in den Ruhestand. Daraufhin verbrachte er die Zeit mit der Niederschrift seiner Memoiren.
Lehmann veröffentlichte die englischsprachigen Bücher Hitlers Last Courier: A Life in Transition (dt. Der letzte Befehl. Als Hitlers Botenjunge im Führerbunker) und In Hitlers Bunker über seine Kindheitserfahrungen in der NS-Zeit, die in sieben verschiedene Sprachen (einschließlich Chinesisch) übersetzt wurden. Es gibt auch einen Dokumentarfilm über seine Erfahrungen als einer von Hitlers Kindersoldaten mit dem Titel Eyewitness to History.

## Friedensaktivist
Im Alter von etwa 30 Jahren entschloss sich Lehmann, sein Leben von nun an dem Frieden zu widmen. Als Verfechter desselben nahm er an Linus Paulings „Kampagne für Atomwaffenabrüstung“ teil und hielt Vorträge in Schulen. In Sachen Frieden reiste Lehmann zudem in mehr als 150 Länder, um für Gewaltlosigkeit und Toleranz einzutreten.
Lehmann war dreimal verheiratet und hatte eine Tochter.

## Bibliografie
Deutsch
- Armin D. Lehmann: Der letzte Befehl. Als Hitlers Botenjunge im Führerbunker. Bastei Lübbe, Bergisch Gladbach 2005. ISBN 978-3-40461-568-1.

Englisch
- Margie Boulé: From Hitler’s Bunker to Coos Bay. Oregonian, October 21, 2008.
- Anton Joachimsthaler: The Last Days of Hitler. London: Cassell, 2002.
- Kelly Knauer (ed.): V-E Day. Time: New York, 2005.
- Armin D. Lehmann: Hitler’s Last Courier: A Life in Transition. Xlibris Corporation, 2000. OCLC 46606344
- Armin D. Lehmann, Tim Carroll: In Hitler’s Bunker. Guilford: The Lyons Press, 2004. OCLC 57069258
- Armin D. Lehmann: Tomorrow’s World: A Book of Peace. Free e-book OCLC 9936795
- Armin D. Lehmann: Resume, 2007.
- Gary Lester: Eyewitness To History (DVD). Port Orange: Blue Heron International Pictures LLC, 2007. https://blueheronpix.com/armin_lehmann_for_peace
- Oliver North: War Stories III. Washington: Regnery Publishing, 2001.

| Personendaten    | Personendaten                                            |
| ---------------- | -------------------------------------------------------- |
| NAME             | Lehmann, Armin D.                                        |
| ALTERNATIVNAMEN  | Lehmann, Armin Dieter (vollständiger Name)               |
| KURZBESCHREIBUNG | deutscher Militär, letzter Kurier im Führerbunker Berlin |
| GEBURTSDATUM     | 23. Mai 1928                                             |
| GEBURTSORT       | Waldtrudering bei München                                |
| STERBEDATUM      | 10. Oktober 2008                                         |
| STERBEORT        | Coos Bay, Oregon, USA                                    |